# 期恩堂
期恩堂為浸信会在上海創立的最后一座教堂。
1947年11月，为庆祝美南浸信会传教士晏玛太进入上海传教100周年，老北门上海第一浸会堂在延安中路700号兴建期恩堂。由于政局不稳，直到6年之后的1953年才终于落成。该堂的主任牧师为彭善彰。
1958年，在献堂献庙高潮中，期恩堂被关闭，房屋包租给武警部队，信徒参加新成区（不久并入静安区）的联合礼拜。  
此后，期恩堂建筑又存在了40年。1998年，上海市开工建设延安路高架工程，期恩堂建筑被拆除，重建的大厦继续由武警部队使用。